# Sindrome di Cotard
La sindrome di Cotard è una rara sindrome psichica caratterizzata dalla convinzione illusoria di essere morti, di essere in putrefazione, di avere perso tutti gli organi vitali e tutto il proprio sangue.

## Storia
Jules Cotard (1840-1889), neurologo francese, fu il primo che la descrisse chiamandola "le délire de négation" (delirio di negazione) in una lezione a Parigi nel 1880. Nella sua lezione Cotard descrisse una paziente che negava l'esistenza dei propri organi e della necessità di nutrirsi. Successivamente sviluppò la convinzione di essere dannata per l'eternità e che non poteva più morire di una morte naturale.

## Eziologia
Si suppone che derivi da una interruzione patologica delle fibre nervose che connettono il centro delle emozioni alle aree sensoriali. In tal modo, nulla riesce più ad avere una qualche rilevanza emotiva per il paziente, al punto che l'unico modo per spiegare razionalmente questa totale assenza di emozioni rimane quello di credere di essere morto.

## Descrizione
Nella sindrome di Cotard vi è un delirio di negazione cronico. La persona crede di non avere organi o sangue, oppure nega di avere parti del corpo (come il fegato, il cuore, etc.), o ancora che il proprio corpo si sia trasformato, putrefatto. Gli individui che ne sono affetti possono anche credere che persone care siano morte (per esempio una madre che si dispera della morte del figlio, nonostante la presenza di questi nella stanza del colloquio).La sindrome di Cotard è una delle malattie più rare oggi conosciute ed è detta anche "Sindrome dell'uomo morto", oppure nel mondo anglosassone "Sindrome del cadavere che cammina".
Tale sindrome può presentarsi in vari livelli di gravità, un caso più lieve può apparire con un forte senso di disperazione e di odio verso se stessi, mentre nei casi più gravi la sintomatologia si presenta con intensi deliri di negazione e una grave depressione psichiatrica cronica che può risultare in comportamenti autolesionistici e tentativi di suicidio. 
In genere la sindrome di Cotard si presenta in persone affette da psicosi, depressione clinica, derealizzazione, emicrania e tumore cerebrale.